# Charles Simons (calciatore)
Charles Simons (Anversa, 27 settembre 1906 – 5 agosto 1979) è stato un calciatore belga, di ruolo centrocampista.

## Palmarès

### Club

#### Competizioni nazionali
- Campionato belga: 1

Anversa: 1930-1931